# Asen (Bjugn)
Asen er en ø ud for Lysøysund i Bjugn kommune, Trøndelag fylke i Norge. Den har et areal på 1,1 km². Øens  højeste punkt er Storfjellet, 53 moh. Nord for Asen ligger på Vågøy, Asenvågøy fyr .

## Referanser
1. ↑  Asen på Norgeskart.no fra Statens kartverk

63°56′N 9°46′Ø / 63.933°N 9.767°Ø